# Jurong

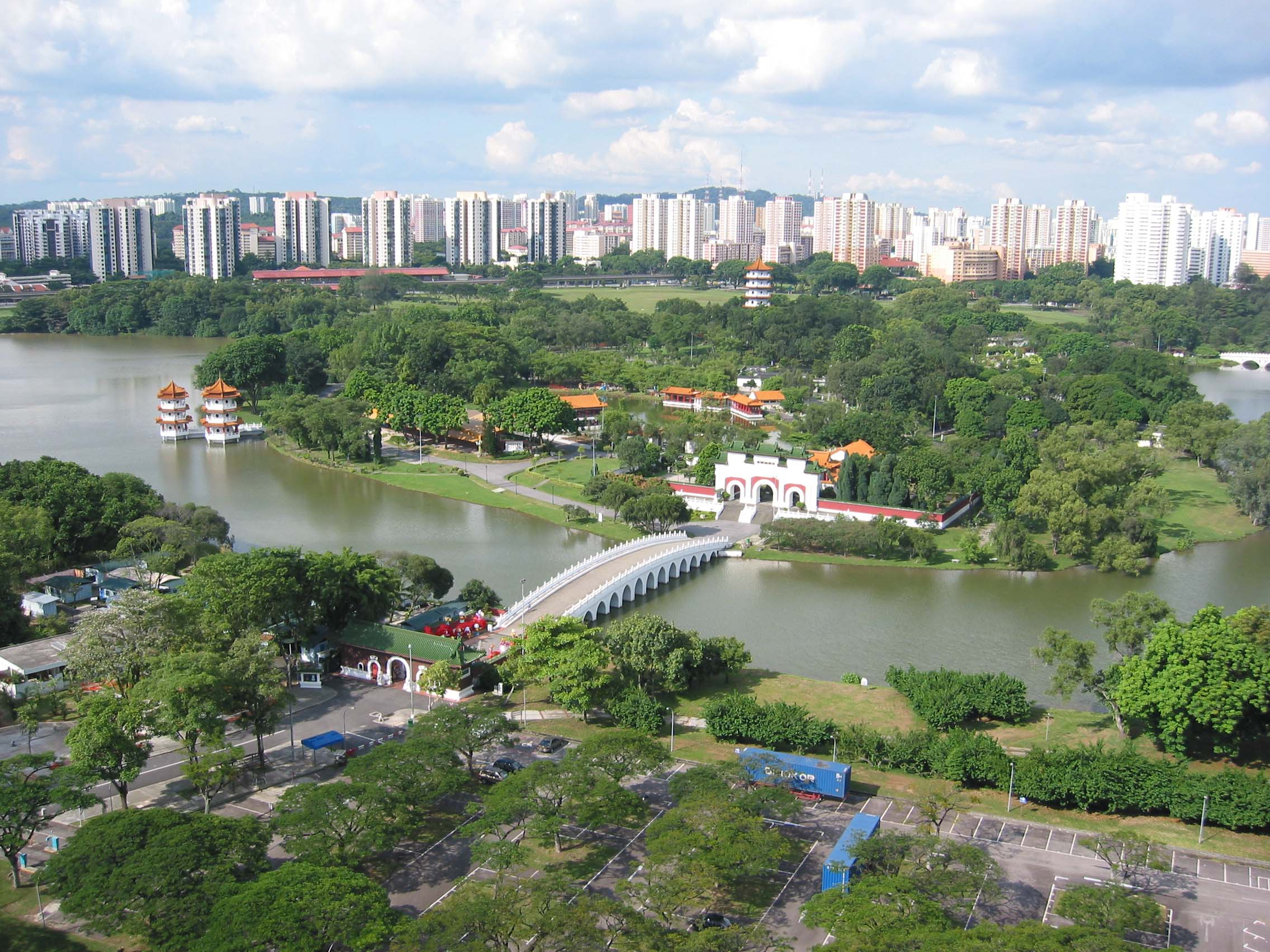
Lago di Jurong.

Jurong (裕廊S, Yù LángP) è una regione geografica situata nel punto più sud-occidentale di Singapore. Anche se per lo più vagamente, essa ha un'estensione che copre approssimativamente le aree di Jurong Orientale, Jurong Occidentale, Boon Lay e Pioneer, insieme a delle isole del gruppo occidentale, tra cui l'isola artificiale di Jurong e l'isola Pulau Samulun, che sono delle isole offshore.
Il nome della regione è dato dal fiume Sungei Jurong.
Jurong è stata in gran parte industrializzata nei primi anni '60 in seguito alla situazione economica generale sviluppatasi a partire dal dopoguerra.